# PNCパーク
PNCパーク（PNC Park）は、アメリカ合衆国ペンシルベニア州ピッツバーグにある野球場。MLBピッツバーグ・パイレーツのホーム球場でもある。
旧球場スリー・リバース・スタジアムがアメフトとの兼用球場だったため、ファンからの不満が次第に増えていった。そのため、1996年に、野球とアメフトそれぞれの専用球場を建設する計画が立ち上がった。
1999年4月にはPNCパーク、6月にはハインツ・フィールド（NFLピッツバーグ・スティーラーズの本拠地）の工事が開始。PNCパークは2001年3月31日に開場した。
建設費を極限まで抑えて建設された。総額2億1600万ドル（竣工当時の日本円で約272億円）のうち1億5000万ドル（約189億円）はペンシルベニア州やピッツバーグ市など地元自治体が公金を捻出し負担。また、内装や電気工事、塗装など各項目ごとに入札を実施した（これには地元経済を活性化させる狙いもあった）。さらにファンからも寄付を募り、実際に寄付してくれたファンの名前を球場わきの舗道のレンガに記すことで名誉を称えた。
球場名は、命名権を20年3000万ドル（約38億円）で買い取った地元ピッツバーグに本社を置く金融会社PNCファイナンシャル・サービシズにちなむ。

## フィールドの特徴
- 左中間が大きく膨らんだ形状であり、守備力に優れた左翼手が必須。
- 反対に右中間フェンスも6.4mと高いことで知られる。
- 上記の点から投手有利と評されることが多いものの、球場の大きさ自体は平均的。ラインドライブヒッターはあまり本塁打を放てないが、それほど本塁打が出にくい訳ではない。

## 設備、アトラクション、演出

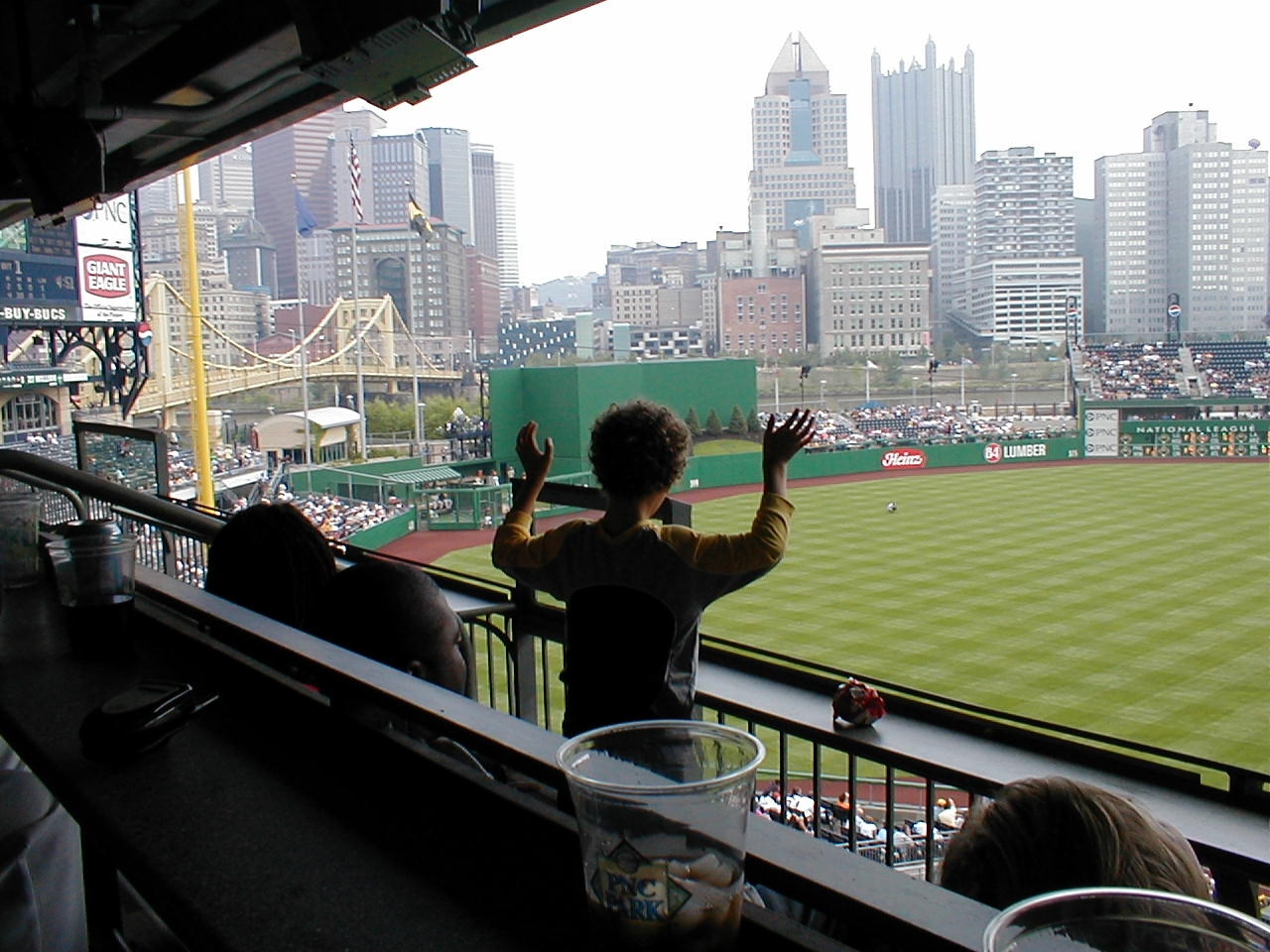
ラグジュアリー・ボックスからの眺め。ピッツバーグの高層ビル群やロベルト・クレメンテ橋が見える。

- 景観：この球場の一番の特徴は、内野席からダウンタウンの高層ビル群が見渡せることである。外野後方に流れるアレゲニー川、川に架かる鮮やかな黄色のロベルト・クレメンテ橋、そして立ち並ぶダウンタウンの高層ビル群が一つになった光景は「大リーグ球場でも屈指の美しさ」と評判である。
この景観を生かすため、スコアボードは左翼に設置し、照明灯も右翼側には設置しなかった。
- 右翼フェンス：左翼に比べ右翼が狭いのでフェンスが高くなっている。このフェンスの高さは21フィート（約6.4メートル）で、「21」という数字はロベルト・クレメンテの背番号にちなんでいる。
他球場の試合経過を伝えるスコアボードが設置されているが、他と違うのは、内野のダイアモンドが描かれランナーの位置やアウトカウントまで細かく表示されていることである。
- ウィリー・スタージェル：球団史に残る往年の名選手スタージェルにちなんだ名前の売店が多い。スタージェルの愛称「ポップ（お父さん）」から「Pop's Potato Patch」、1979年にパイレーツを世界一に導いたときの合言葉「我々はファミリー」から「Familee Bar-B-Q」などがある。

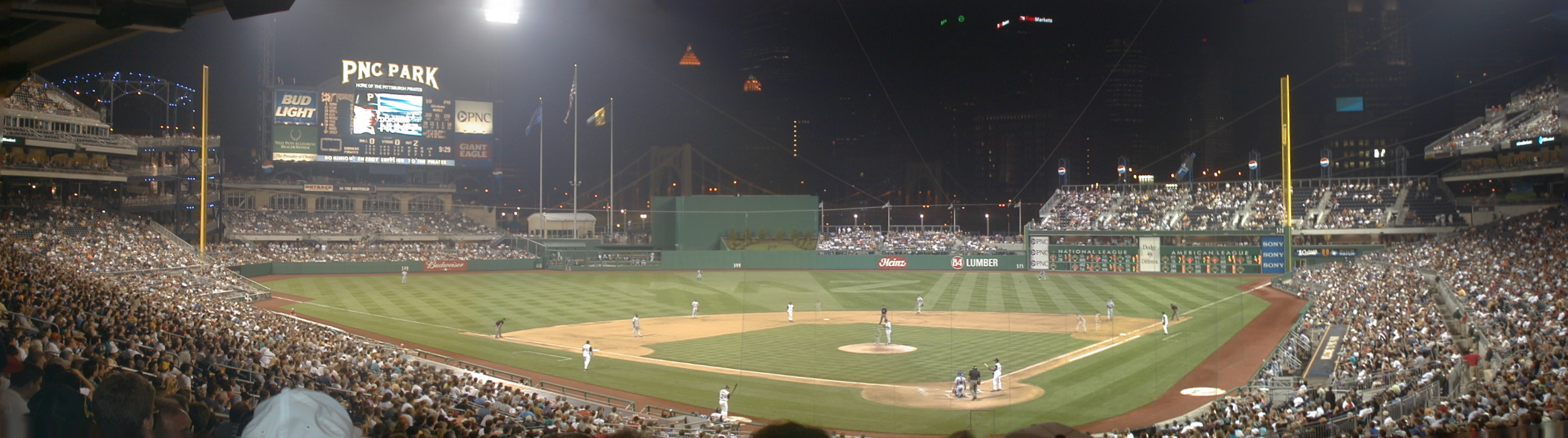
2001年8月7日、パイレーツ対ドジャース戦

また、球場前にはホーナス・ワグナー、ロベルト・クレメンテとともにスタージェルの銅像がある。しかし、その銅像がお披露目された日の未明にスタージェルはこの世を去ってしまった。

## 主要な出来事
- 2001年3月31日、メッツとのオープン戦で開場。
- 2001年4月9日、レッズ戦でMLB公式戦初開催（レッズ 8－2 パイレーツ）。
- 2006年7月11日、オールスターゲーム開催（ア 3－2 ナ）。
- 2012年9月28日、レッズのホーマー・ベイリーがノーヒットノーランを達成。
- 2022年5月15日、レッズ戦にてパイレーツがノーヒットワンランで勝利（パイレーツ 1－0　レッズ）[3]。

## 参照項目
- フォーブス・フィールド
- スリー・リバース・スタジアム